# Slobodan Praljak
Slobodan Praljak (Čapljina, 2 januari 1945 – Den Haag, 29 november 2017) was een Bosnisch-Kroatische militair. Hij was verantwoordelijk voor zeer gewelddadige etnische zuiveringen in Bosnië en de vernietiging van de historische brug Stari Most in Mostar in 1993. Na de oorlog probeerde Praljak een burgerlijk leven op te bouwen als ondernemer en schrijver. In 2004 gaf hij zich aan het Joegoslaviëtribunaal over.
Praljak werd in eerste aanleg in 2013 door het Joegoslaviëtribunaal wegens oorlogsmisdaden veroordeeld tot twintig jaar gevangenisstraf. Hij overleed op 29 november 2017 toen hij, direct na het horen van de uitspraak in hoger beroep, het dodelijke gif kaliumcyanide innam.
Zijn zelfmoord was opmerkelijk omdat hij hoe dan ook al sinds 2004 in de gevangenis had gezeten: de 13 jaar zouden van de 20 jaar worden afgetrokken en hij zou met 2/3 van zijn celstraf al recht hebben op vervroegde invrijheidstelling. Het is derhalve goed denkbaar dat hij vooral zijn eer wilde redden en met een laatste daad het vonnis wilde betwisten. Bosnische Kroaten rouwden en eerden hem, maar vertegenwoordigers van het Tribunaal vonden de motieven onzuiver en vonden dat hij de nabestaanden van zijn slachtoffers rechtvaardigheid had ontnomen.